# Andrew Dominik
Andrew Dominik (Wellington, Új-Zéland, 1967. január 1. –) ausztrál filmrendező.

## Élete és pályafutása
Az új-zélandi születésű filmrendező kétéves kora óta él Ausztráliában. 1988-ban Melbourne-ben végezte el a Swinburne Filmiskolát.
2000-ben Chopper – A kegyetlen címmel filmet rendezett Mark Brandon Read ausztrál exbűnöző életéről Eric Bana és Vince Colosimo főszereplésével.
2007-ben készült el Jesse James meggyilkolása, a tettes a gyáva Robert Ford című western-drámája, mely Ron Hansen 1983-ban megjelent azonos című regénye alapján készült. A film főbb szerepeit Brad Pitt (Jesse James), Casey Affleck (Robert Ford) és Mary-Louise Parker (Zee James, Jesse James felesége) játszották.
Alkotásaiért számos alkalommal jelölték különböző díjakra, melyekből többet meg is nyert: a Chopperrel 2000-ben elnyerte a legjobb független filmrendezőnek járó díjat (Inside Film Awards), valamint a legjobb rendező díját (Film Critics Circle of Australia). A Chopper főszereplőjét játszó Eric Bana a Stockholmi Filmfesztiválon a legjobb szereplő díjat nyerte el.
2012-ben mutatták be Ölni kíméletesen című thriller-vígjátékát, melyben második alkalommal dolgozott együtt Pitt-tel. 2016-ban dokumentumfilmet rendezett barátjáról,  Nick Cave-ről, Még egyszer, érzéssel címmel. 2019-ben a Netflix Mindhunter – Mit rejt a gyilkos agya című bűnügyi sorozatának két epizódját rendezte meg.
Legújabb filmje, a Szöszi 2022-ben került mozikba. Az életrajzi dráma Marilyn Monroe életét mutatja be, Ana de Armas címszereplésével.

## Magánélete
Nyolc évig élt párkapcsolatban Robin Tunney amerikai színésznővel. 2017-ben jegyezte el Bella Heathcote ausztrál színésznőt.

## Filmográfia

### Film
| Év   | Magyar cím                                              | Eredeti cím                                                | Feladatkör | Feladatkör |
| Év   | Magyar cím                                              | Eredeti cím                                                | Rendező    | Író        |
| ---- | ------------------------------------------------------- | ---------------------------------------------------------- | ---------- | ---------- |
| 2000 | Chopper – A kegyetlen                                   | Chopper                                                    | Igen       | Igen       |
| 2007 | Jesse James meggyilkolása, a tettes a gyáva Robert Ford | The Assassination of Jesse James by the Coward Robert Ford | Igen       | Igen       |
| 2012 | Ölni kíméletesen                                        | Killing Them Softly                                        | Igen       | Igen       |
| 2022 | Szöszi                                                  | Blonde                                                     | Igen       | Igen       |

Dokumentumfilm
| Év   | Magyar cím            | Eredeti cím                              | Megjegyzések                               |
| ---- | --------------------- | ---------------------------------------- | ------------------------------------------ |
| 2016 | Még egyszer, érzéssel | One More Time with Feeling               | Nick Cave and the Bad Seeds-dokumentumfilm |
| 2022 |                       | This Much I Know to Be True              | Nick Cave and the Bad Seeds-dokumentumfilm |
| 2024 |                       | I Don't Work for Peanuts, I Work for God |                                            |
| 2025 |                       | Bono: Stories of Surrender               | Bono-dokumentumfilm                        |

### Televízió
| Év   | Magyar cím                           | Eredeti cím | Megjegyzések                  |
| ---- | ------------------------------------ | ----------- | ----------------------------- |
| 2019 | Mindhunter – Mit rejt a gyilkos agya | Mindhunter  | 2 epizód (2. évad, 4-5. rész) |

### Videóklipek
| Év   | Előadó              | Cím               |
| ---- | ------------------- | ----------------- |
| 1990 | Straitjacket Fits   | Down in Splendour |
| 1991 | Crowded House       | Fall at Your Feet |
| 1993 | Straightjacket Fits | Cat Inna Can      |

## Fordítás
- Ez a szócikk részben vagy egészben  az   Andrew Dominik című angol Wikipédia-szócikk fordításán alapul.  Az eredeti cikk szerkesztőit annak laptörténete sorolja fel. Ez a jelzés csupán a megfogalmazás eredetét és a szerzői jogokat jelzi, nem szolgál a cikkben szereplő információk forrásmegjelöléseként.